# Kaitlyn
Celeste Beryl Boninová (* 7. října 1986) je americká modelka a profesionální wrestlerka. Dříve působila ve společnosti WWE pod jménem Kaitlyn. Je bývalá WWE Divas šampionka.

## Dětství a kariéra
Ve fitness debutovala Celeste Boninová v roce 2006, ve svých 19 letech. V roce 2007 vyhrála amatérskou kulturistickou soutěž National Physique Committee (NPC). Také se umístila na v top pětce na žebříčku Musclemania Superbody. Následující rok byla jmenována Miss listopadu pro kalendář Hardfitness.

## Ve wrestlingu
Zakončovací chvaty
- Spear
- Lotus lock
- Wedgie Flatliner
- Atomic Wedgie Bomb

Manažeři
- AJ
- Natalya

## Šampionáty a úspěchy
World Wrestling Entertaiment
- vítězka třetí sezóny NXT
- WWE Divas Championship (1krát)

Wrestling Observer Newsletter
- Nejhorší zápas roku (2010) vs. Maxine, 19. října